# 浅野長矩
浅野 長矩（あさの ながのり、旧字体：淺野 長矩󠄁、寛文7年8月11日〈1667年9月28日〉- 元禄14年3月14日〈1701年4月21日〉）は、播磨赤穂藩の第3代藩主。官位は従五位下・内匠頭。官名から浅野 内匠頭（あさの たくみのかみ）と称されることが多い。江戸城本丸大廊下（通称松の廊下）における吉良義央に対する刃傷とそれに続く赤穂事件で広く知られる。

## 家系
赤穂浅野家は広島藩浅野家の傍流の一つで、浅野長政の三男・長重を祖とする。長政が慶長11年（1606年）に、長男・幸長の紀伊37万石とは別に、自らの隠居料として支給された常陸真壁に5万石を慶長16年（1611年）の長政の死後、長重が継いだことに始まる。長重は元和8年（1622年）、常陸笠間に転封する。寛永9年（1632年）に長重が死去すると嫡男・長直が跡を継ぐ。正保2年（1645年）長直は赤穂へと転封となる。長直は、赤穂城築城、城下の上水道の設備、赤穂塩開発などをおこない、藩政の基礎を固めた藩主として知られる。長直の後は嫡男・長友が継承、そして長友の嫡男が長矩である。（系譜も参照）

## 生涯

### 赤穂藩主
寛文7年8月11日（1667年9月28日）、浅野長友の長男として江戸鉄砲洲（現東京都中央区明石町）にある浅野家上屋敷（現在聖路加国際大学がある場所）において生まれる。母は長友正室で鳥羽藩主・内藤忠政の娘・波知。幼名は祖父・長直、父・長友と同じ又一郎。
寛文11年（1671年）3月に父・長友が藩主に就任したが、その3年後の延宝3年1月26日（1675年2月20日）に長友が死去。また生母である内藤氏の波知も寛文12年12月20日（1673年2月6日）に亡くなっており、長矩は幼少期に父も母も失った。
延宝3年3月25日（1675年4月19日）、長矩は満7歳時（数えで9歳）に赤穂浅野家の家督を継ぎ、第3代藩主となる。同年4月7日（5月1日）には4代将軍・徳川家綱に初めて拝謁し、父の遺物備前守家の刀を献上。さらに同年閏4月23日（6月16日）には、三次藩主・浅野長治の娘・阿久里姫との縁組が江戸幕府に出願され、8月8日（9月27日）になって受理された。これにより阿久里は延宝6年（1678年）より赤穂藩の鉄砲洲上屋敷へ移った。
延宝8年（1680年）6月26日、叔父の内藤忠勝が増上寺にて、永井尚長に刃傷に及ぶ。忠勝は切腹、長矩も謹慎する。
同年8月18日（1680年9月10日）に従五位下に叙せられ、さらに21日には祖父・長直と同じ内匠頭の官職を与えられた。
天和元年（1681年）3月、幕府より江戸神田橋御番を拝命。天和2年3月28日（1682年5月5日）には幕府より朝鮮通信使饗応役の1人に選ばれ、長矩は、来日した通信使の伊趾寛（通政大夫）らを8月9日に伊豆三島（現静岡県三島市）にて饗応した。なおこの時三島宿で一緒に饗応にあたっていた大名は、のち赤穂藩が改易された際に城受け取り役となる備中足守藩主・木下公定であった。
天和3年2月6日（1683年3月4日）には、霊元天皇の勅使として江戸に下向予定の花山院定誠・千種有能の饗応役を拝命し、3月に両名が下向してくるとその饗応にあたった。このとき高家・吉良義央が勅使饗応指南役として付いていたが、浅野は勅使饗応役を無事務め上げている。なおこの際に院使饗応役を勤めたのは菰野藩主・土方雄豊であった。雄豊の娘は後に長矩の弟・浅野長広と結婚している。この役目の折に浅野家と土方家のあいだで縁談話が持ち上がったと考えられる。
勅使饗応役のお役目が終わった直後の5月に阿久里と正式に結婚。またこの結婚と前後する5月18日には家老・大石良重（大石良雄の大叔父、また浅野家の親族）が江戸で死去している。大石良重は若くして筆頭家老になった大石良雄の後見人をつとめ、また幼少の藩主浅野長矩を補佐し、2人に代わって赤穂藩政を実質的に執ってきた老臣である。
この年の6月23日（8月15日）にはじめて所領の赤穂に入り、大石良雄以下国許の家臣達と対面した。以降、参勤交代で1年交代に江戸と赤穂を行き来する。
江戸在留中の貞享元年8月23日（1684年9月24日）に弟の長広とともに連名で山鹿素行に誓書を提出しているが、翌年に素行は江戸で亡くなる。
同年（1684年）8月28日、又従兄の稲葉正休が江戸城にて、堀田正俊に刃傷に及ぶ。正休はその場にて老中らに斬殺される。長矩、遠慮の儀を老中・戸田忠昌へ伺ったところ「然るべき」との指図あり出仕遠慮した。
貞享4年（1687年）6月5日、江戸の赤穂藩邸が火付けされ、女中の仕業と判り帰国が遅れる。2人を拷問のすえ斬罪にした（第七項も参照）。元禄2年（1689）年1月19日にも藩邸が放火され老中・大久保忠朝に報告する。翌元禄3年12月23日（1691年1月21日）に本所の火消し大名に任命され、以降、しばしば火消し大名として活躍した。
元禄6年（1693年）12月22日（1694年1月17日）には備中松山藩の水谷家が改易になったのを受けて、その居城である松山城の城請取役に任じられた。これを受けて長矩は、元禄7年2月18日（1694年3月24日）に総勢3500名からなる軍勢を率いて赤穂を発ち、備中松山（現在の岡山県高梁市）へと赴いた。2月23日（3月18日）、水谷家家老・鶴見内蔵助より同城を無血で受け取った。長矩は開城の翌日には赤穂への帰途についたが、名代として筆頭家老・大石良雄を松山城に在番させ、翌年に安藤重博が新城主として入城するまでの1年9か月の間、浅野家が松山城を管理することになる。
また元禄7年8月21日（1694年10月9日）、阿久里との間に子がなかったため、弟の長広を仮養子に迎え入れるとともに新田3,000石を分知して幕府旗本として独立させた。さらに翌元禄8年12月29日（1696年2月2日）には長矩が疱瘡をわずらって一時危篤状態に陥ったため、長広を正式に養嗣子として万が一に備えた。なお「長矩危篤」の報は原元辰（足軽頭）を急使として大石良雄ら国許の重臣にも伝えられた。
しかしその後、長矩は容態を持ち直して、元禄9年5月頃（1696年6月頃）には完治した。この前後の5月9日（6月8日）火消し大名としての活躍から本所材木蔵火番に任じられる。元禄11年8月1日（1698年9月4日）に再び神田橋御番を拝命。さらに元禄13年6月16日（1700年7月31日）には桜田門御番に転じた。同年11月14日（12月23日）には弟・長広と土方雄豊の娘の婚儀が取り行われた。
そして元禄14年2月4日（1701年3月13日）、2度目の勅使饗応役を拝命することとなる。

### 殿中刃傷
浅野長矩は、幕府から江戸下向が予定される勅使の御馳走人に任じられた。その礼法指南役は天和3年（1683年）のお役目の時と同じ吉良義央であった。しかしこの頃、吉良は高家の役目で上京しており、2月29日まで江戸に戻ってこなかった。そのため吉良帰還までの間の25日間は、長矩が自分だけで勅使を迎える準備をせねばならず、この空白の時間が浅野に「吉良は不要」というような意識を持たせ、2人の関係に何かしら影響を与えたのでは、と推測する説もある。
一方、東山天皇の勅使の柳原資廉・高野保春、霊元上皇の院使・清閑寺熈定の一行は、2月17日（3月26日）に京都を立った。勅使の品川（現東京都品川区）到着の報告を受けて長矩も3月10日（4月17日）、伝奏屋敷へと入った。3月11日（4月18日）、勅使が伝奏屋敷へ到着した。まず老中・土屋政直と高家・畠山基玄らが勅使・院使に拝謁し、この際に勅使御馳走人の浅野も紹介された。翌3月12日（4月19日）には勅使・院使が登城し、白書院において聖旨・院旨を将軍・徳川綱吉に下賜する儀式が執り行われた。さらに翌日の3月13日（4月20日）、将軍主催の能の催しに勅使・院使が招かれた。この日までは長矩は無事役目をこなしてきた。
そして元禄14年3月14日（1701年4月21日）。この日は将軍が先に下された聖旨・院旨に対して奉答するという儀式（勅答の儀）が行われる、幕府の1年間の行事の中でも最も格式高いと位置づけられていた日であった。
この儀式直前の巳の下刻（午前11時40分頃）、江戸城本丸大廊下（通称松の廊下）にて、吉良義央が留守居番・梶川頼照と儀式の打ち合わせをしていたところへ長矩が背後から近づき、吉良義央に切りつけた。梶川が書いた『梶川筆記』に拠れば、この際に浅野は「この間の遺恨覚えたるか」と叫んだとされる。しかし浅野は本来突くほうが効果的な武器であるはずの脇差で斬りかかったため、義央の額と背中に傷をつけただけで致命傷を与えることはできず、しかも側にいた梶川が即座に浅野を取り押さえたために第3撃を加えることはできなかった。騒ぎを見て駆けつけてきた院使饗応役の伊達宗春（村豊）や高家衆、茶坊主たちも次々と浅野の取り押さえに加わり、高家の品川伊氏と畠山義寧の両名が吉良を蘇鉄の間に運んだ。長矩もまたその場から連行された。こうして浅野の吉良殺害は失敗に終わった。長矩が連れて行かれた部屋は諸書によって違いがあるが、おそらく中の口坊主部屋と考えられる（『江赤見聞記』『田村家お預かり一件』などが「坊主部屋」と明記している）。
別室にて医師の治療を受けた吉良義央は「浅野内匠頭は、乱心したのではないか」と答えている。もし長矩がこれに同意して認めれば、乱心しての発作的な事件となり、軽微な処分（蟄居・他家お預けなどで助命。長広による家督継承）で済んだのではないかと山本博文は考察している。なお、勅使饗応は相役の伊達宗春が、畠山義寧などの指導を受けながら務めを果たしている。

### 取調
捕らえられた長矩が取り調べに対し、何と答えたかについての確かな史料はない。それどころか、取り調べが行われたかどうかすら確かな史料からは確認できない。
幕府目付多門重共が書いた『多門筆記』（多門は虚言癖があると言われており、その筆記の取扱いには注意を要する）によると、多門が目付として長矩の取り調べを行った。その際に長矩は
「上へ対し奉りいささかの御怨みこれ無く候へども、私の遺恨これあり、一己の宿意を以って前後忘却仕り討ち果たすべく候て刃傷に及び候。此の上如何様のお咎め仰せつけられ候共、御返答申し上ぐべき筋これ無く、さりながら上野介を打ち損じ候儀、如何にも残念に存じ候。」
とだけ述べ、吉良に個人的遺恨があって刃傷に及んだことは述べたが、刃傷に至る詳しい動機や経緯は明かさなかったという。あとは
「上野介はいかがに相成り候や」
と、吉良がどうなったかだけを気にしている様子だったという。これに対して多門は長矩を思いやって
「老年のこと、殊に面体の疵所に付き、養生も心もとなく」と答えると、長矩に喜びの表情が浮かんだとも書いている。

### 処断決定
午の下刻（午後1時50分頃）、奏者番の陸奥一関藩主・田村建顕の芝愛宕下（現東京都港区新橋4丁目）にあった屋敷にお預けが決まり、田村は急いで自分の屋敷に戻ると、桧川源五・牟岐平右衛門・原田源四郎・菅治左衛門ら一関藩藩士75名を長矩身柄受け取りのため江戸城へ派遣した。未の下刻（午後3時50分頃）、一関藩士らによって網駕籠に乗せられた長矩は、不浄門とされた平川口門より江戸城を出ると芝愛宕下にある田村邸へと送られた。
この護送中に江戸城では、長矩の処分が決定していた。将軍・綱吉は朝廷と将軍家との儀式を台無しにされたことに大激怒し、長矩の即日切腹と赤穂浅野家5万石の取り潰しを即決した。前述の『多門筆記』によると、若年寄の加藤明英、稲垣重富がこの決定を目付の多門に伝えたが、多門は
「内匠頭五万石の大名・家名を捨て、お場所柄忘却仕り刃傷に及び候程の恨みこれあり候は、乱心とても上野介に落ち度これあるやも測りがたく（略）大目付併私共再応糾し、日数の立ち候上、いか様とも御仕置き仰せつけられるべく候。それまでは上野介様も、慎み仰せつけられ、再応糾しの上、いよいよ神妙に相い聞き、なんの恨みも受け候儀もこれなく、全く内匠頭乱心にて刃傷に及び候筋もこれあり候はば、御称美の御取り扱いもこれあるべき所、今日に今日の御称美は余り御手軽にて御座候」
と抗議したと書いている。これを聞いて加藤と稲垣も「至極尤もの筋。尚又老中方へ言上申すべし」と答え、慎重な取り調べを老中に求めてくれたというが、結局は大老格側用人・柳沢吉保が「御決着これ有り候上は、右の通り仰せ渡され候と心得べし」と称して綱吉への取次ぎを拒否したため、即日切腹が確定したのだと同書中で述べている。
江戸城内や幕府の行事における刃傷事件はそれまでにも何件も発生していたが、即日切腹の例は浅野長矩が初めてであった。ここまで綱吉が切腹を急いだのは、政治的意味合いがあったとする説がある。長矩の母方の叔父・内藤忠勝と又従兄・稲葉正休が同じような事件を起こしたことがある（後述）にも拘わらず、近親者が同様の事件を起こしたことから、それまでの処罰の軽さがこの事件の一因となったと考え、苛烈な処断となったとする説がある。

### 長矩切腹
以下は一関藩の『内匠頭御預かり一件』による。

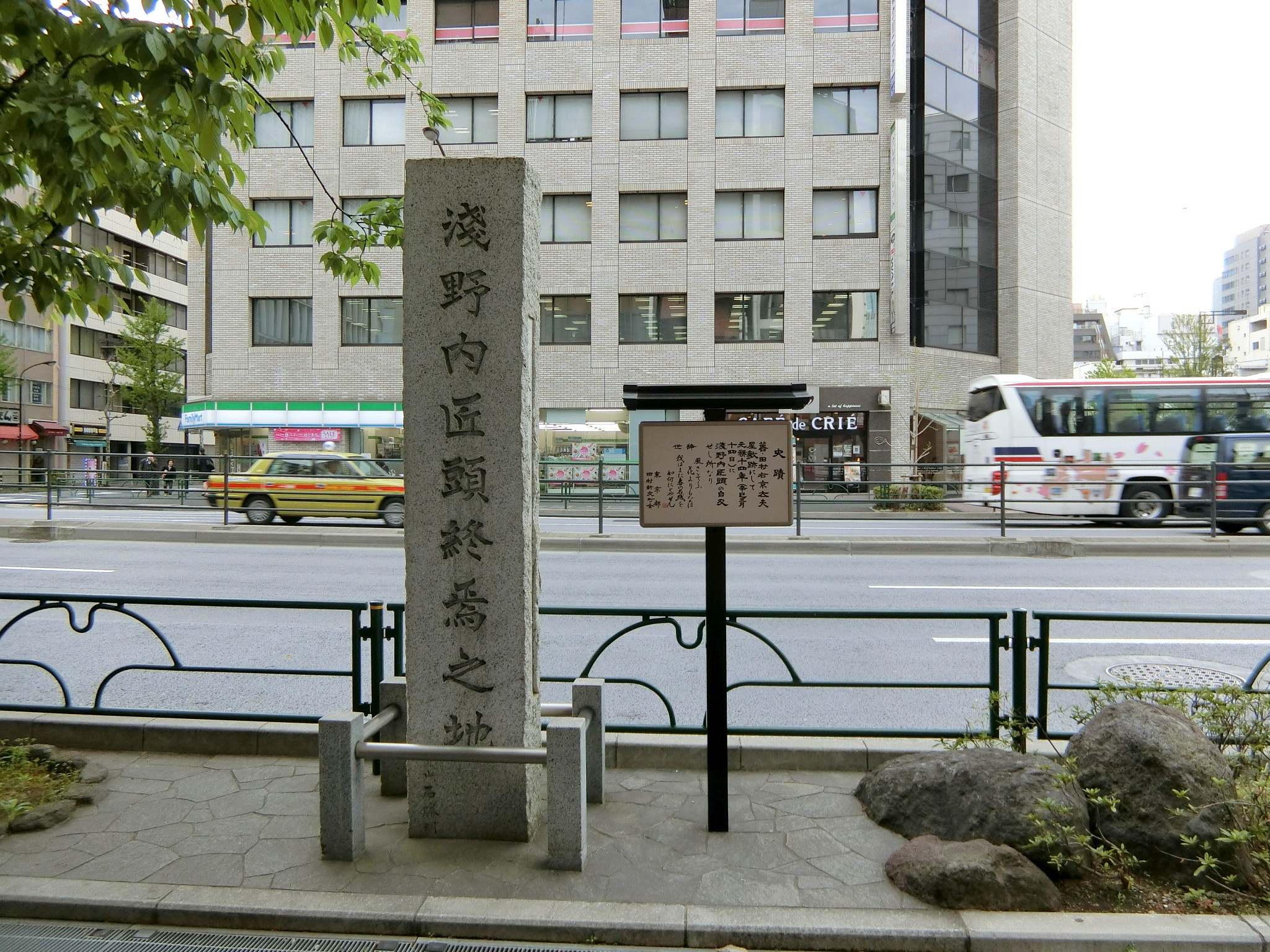
浅野内匠頭終焉の地

申の刻（午後4時30分頃）に田村邸についた長矩は、出会いの間という部屋の囲いの中に収容され、まず着用中の大紋を脱がされた。その後1汁5菜の料理が出されたが、長矩は湯漬けを2杯所望。田村家でも即日切腹とは思わず、当分の間の預かりと考えていたようで、長期の監禁処分を想定し、長矩の座敷のふすまを釘付けにするなどしていたという。申の下刻（午後6時10分頃）に幕府の正検使役として大目付・庄田安利、副検使役として目付・多門重共、同・大久保忠鎮らが田村邸に到着し、出合の間において浅野に切腹と改易を宣告した。これに対して浅野は「今日不調法なる仕方いかようにも仰せ付けられるべき儀を切腹と仰せ付けられ、有難く存知奉り候」と答えたという。
宣告が終わるとただちに障子が開けられ、長矩の後ろには幕府徒目付が左右に2人付き、庭先の切腹場へと移された。庄田・多門・大久保ら幕府検使役の立会いのもと、長矩は切腹し磯田武大夫（幕府徒目付）が介錯。享年35。
なお、比較的資料の価値が高い『内匠頭御預かり一件』には、長矩の側用人・片岡高房と礒貝正久宛てに長矩が遺言を残したことが記されている。それによれば「此の段、兼ねて知らせ申すべく候得共、今日やむことを得ず候故、知らせ申さず候、不審に存ず可く候」という遺言であったという。尻切れになっている謎めいた遺言であるが、これが原文なのか、続く文章は幕府をはばかって田村家で消したのか、真相は不明である。
その後、田村家から知らせを受けた浅野家家臣の片岡高房、糟谷勘左衛門（用人250石役料20石）、建部喜六（江戸留守居役250石）、田中貞四郎（近習150石）、礒貝正久（近習150石）、中村清右衛門（近習100石）らが田村邸に赴き、介錯に失敗し首を二度斬りされた長矩の遺体を確認した。彼らが遺体を引き取り高輪泉岳寺に埋葬された。（首を二度斬りしたため周囲に血が飛び散り、かかったという浅野長矩の「血染めの梅」が泉岳寺に現存する。）
長矩切腹を聞いた江戸の町人や浪人が、赤穂藩邸に押し入り暴れる者が続出した。人数は四、五十人にも及び、その中には、鉄砲洲の対岸から舟で乗り付け上屋敷に傾れ込む者まで出現した。大垣藩や浅野本家の広島藩から警護のものが派遣されている。堀部武庸も暴徒の撃退に加わり、金品強奪や破壊から藩邸を守った（『堀部武庸日記』。書簡にも同様の内容がある）。
田村家上屋敷跡にあった追悼碑は撤去されたが、田村邸から50mほど離れた場所に「浅野内匠頭終焉之地」碑が残っている。また、理由不明ながら碑が後ろ向きに建てられていたが、現在は再設置され、修正されている（画像参照）。

## 後史

### 元禄赤穂事件
長矩の遺臣たちの吉良邸討ち入りは、赤穂事件の項を参照のこと。

### 周囲の反応

#### 朝廷
- 当事者であった柳原資廉は、『関東下向道中記』において事件当日、「馳走人浅野内匠、乱気。次の廊下にて吉良上野介を斬る。勅答の儀に役を放りて凶事をおこす。言語に絶するなり」と率直な感想が記されている。また、吉良が刃傷で出血した事については「穢れ事に及ぶ事でもなく、苦しからず」としている。
- 『基煕公記』では義央が刃傷され即日、浅野が切腹となったことについて書かれた書状を東山天皇が見た際の様子については「御喜悦の旨、仰せ下し了んぬ」と記し、のちに、近衛基煕が高野保春と事件の顛末と切腹処分について話した際に、高野も「心中、歓悦している」と述べたことなどが書かれている[8]。正親町公通も東山天皇が長矩の切腹処分につき幕府の迅速な対応を喜ばれたと記している[9]。

#### 徳川一門
- 高松藩主松平頼常は、「内匠頭乱心同然ノ仕業二ツキ、御仕置二仰付ラレ候」と述べている[10]。
- 尾張藩の記録には、「只殿中狼藉ノ趣ニテ切腹ナレバ誰二対シ恨ヲ述ン」とあり、『易水連快録』では「長矩ハ益ナキ事ヲ仕出シ申サレ候へバ、先祖末代マデノ不義ニト唱へケル」と記されている[11]。

### 赤穂浅野氏のその後
将軍綱吉が死去した宝永6年（1709年）8月には、広島浅野宗家にお預けとなっていた長矩の実弟の浅野大学長広が綱吉死去に伴う大赦で許され、宝永7年（1710年）9月16日に改めて、安房国朝夷郡・平郡に500石の所領を与えられ、旗本に復した。また、これとは別に浅野宗家からも300石を支給され続けた。これにより、赤穂浅野家（浅野大学家）は旗本ながら御家再興を果たした。そして、長矩が藩主であった頃に赤穂藩から分与されていた赤穂新田3,000石から減封の上、播磨からも移封ではあるが、浅野大学家（長広系）は存続することとなった。以降、赤穂浅野家は旗本として存続し、明治維新を迎えた。維新後の明治元年（1868年）9月23日からは旧幕府の推挙により、明治天皇より改めて禄高300俵を賜り、浅野長栄は弁官の支配とされた。赤穂浅野家は、浅野長栄の孫である長楽の代まで存続したが、長楽が妻帯しないまま1986年（昭和61年）に病死し、これにより断絶となった。

## 刃傷の理由
長矩が刃傷に及んだ理由ははっきりとしておらず、長矩自身も多門重共の取調べに「遺恨あり」としか答えておらず、遺恨の内容も語らなかったので様々な説がある。主に以下のような遺恨・対立の説がある。
1. 院使御馳走人の伊予吉田藩主・伊達宗春より付届けが少なかった、あるいは浅野は渡さなかった（『徳川実紀』、尾張徳川家の家臣朝日文左衛門の日記『鸚鵡籠中記』）
もっとも一般的で、赤穂事件を演劇化した作品群『忠臣蔵』の映画やドラマ、小説などで採用されているのがこの賄賂説である。吉良は賄賂をむさぼるのが好きで、長矩が賄賂を拒否したために辱められたという記述などは『徳川実紀』や『鸚鵡籠中記』にみえる。
2. 勅使御馳走の予算を浅野家が出し惜しみした（『沾徳随筆』）
水間沾徳（赤穂藩士大高忠雄・神崎則休・富森正因・萱野重実らの俳諧の師匠）の『沾徳随筆』の中にある「浅野氏滅亡之濫觴」によると「老中に費用の削減をせよと言われた浅野が勅使饗応役の費用を700両にしようと提案し、浅野は吉良が不在だった2月に、畠山義寧に相談して了承を得ていたが、3月になってから吉良がこれに異議を唱え、費用を1200両とせよと命じたことで両者が不和になり、刃傷の原因となった」とある。このうち、吉良が1200両と提案したのは1度目の御馳走人の時に対して元禄時代は大幅に物価が上がっていたためとされる。ただし、浅野が1度目を御馳走人を務めた時の費用は400両とされ[17]、当時、2倍ほどあがっていた物価に対する費用としては800両あたりが妥当で、1200両は1度目に比べると3倍の予算にあたり、当時の物価の上昇を考慮しても高額であるといえる。
3. 塩田を原因とする争いがあった（尾崎士郎）
近年、主張されるようになった説に、三河国吉良庄の一部で製造されている饗庭塩の出来が悪いため、出来が良いことで評判の赤穂塩の製造方法を聞き出そうとしたが断られた、もしくは江戸の塩市場の争いとなったのではないかとする説を、吉良出身の作家の尾崎士郎が唱えた。しかし、実際には吉良義央の領地にあったとされる塩田の遺跡は、旗本大河内家の領地であった。塩による遺恨説は、飛び地の領地に気付かずに吉良の領地に塩田があったとしてしまったものであり、今日では「塩田説」は否定されている。
4. 増上寺への勅使参詣のために畳替えが必要なのに、吉良は長矩にだけ教えなかった（『岡本元朝日記』、『寺坂私記』）
増上寺の畳替えについては、当時の秋田藩の家老岡本元朝の日記『岡本元朝日記』、『寺坂私記』などに畳替えの件で揉めたことが書かれている。『岡本元朝日記』の元禄14年（1701年）5月27日には、
「風説によると、事前に浅野が吉良に畳替えに必要か尋ねたところ、不要と言われ、先例を調べてもそのような先例がないので、浅野も納得してそのままにしておいた。だが、前日の14日になって、老中の阿部正武に尋ねたら、新しくせよと申されたと吉良が言い出し、浅野はそれを聞いて狼狽して、老中に照会すべきことであれば自分から聞き合わせたのに、あなたがそれを不要といった。だからこそ、事前に聞き合わせ、必要があればそうしたというのに。それを先日は無用といったのに、今日になってそのようなことを言うとはどういうことか。すでに今日はこうして登城しており、明日朝のことをどうしたら良いというのか。と問いただしたところ、義央はあらゆることに、吝嗇では御馳走は勤まらないと返答した。これが長矩の意趣であると取り沙汰している」
といったことが書かれている。

その他の遺恨・対立の説、並びに詳細については赤穂事件の項に説明が書かれているため、そちらを参照（信憑性が低いものは同記事5項「否定された理由」に記載。また「仮名手本忠臣蔵」などにおける脚色は「忠臣蔵」も参照）。

## 類似の刃傷
類似の刃傷事件としては、寛永5年（1628年）8月の豊島明重事件、延宝8年（1680年）6月の内藤忠勝（長矩の叔父）事件、貞享元年（1684年）8月の稲葉正休（長矩の又従兄）事件、宝永6年（1709年）1月の前田利昌事件、享保10年（1725年）7月の水野忠恒事件、延享4年（1747年）8月の板倉勝該事件、天明4年（1784年）3月の佐野政言事件、文政6年（1823年）4月の千代田の刃傷事件などがある。

## 性格
- 吉良の手当てをした栗崎道有の『栗崎道有記録』は、浅野長矩は癇癪持ちであったと記す。
- 同時代の儒学者の室鳩巣は著作『赤穂義人録』の中で「長矩は人と為り強硬（また「武骨者」と傍注をつけている）屈下せず」と、頭を下げることを好まない性格であったと記している。
- 享保2年（1717年）生まれの旗本・伊勢貞丈が書いた『四十六士論評』には、「浅野内匠頭が弟大学は、延享寛延の頃まで存命にて、予が相番にて、御小姓組を勤めたりき、其談しを聞しに、内匠頭は性甚だ急なる人にてありしとぞ、吉良へ賄賂を贈るべしと家臣勧めけれども、内匠頭用いずして、武士たるもの追従をもつて賄賂を贈り、人の蔭をもつて公用を勤むべき事に非ずと云ひけると云う、又大石が自筆の其時の日記少しばかりありしを、予見し事もありき」とある[18]。しかし、浅野大学は享保19年（1734年）に65歳で亡くなっていることが『寛政重修諸家譜』などによって判明しているため、それから10年以上が経過している延享（1744年 - 1748年）、寛延（1748年 - 1751年）の頃に生きている浅野大学と話すことは不可能である[19]。加えて、浅野大学は享保9年（1724年）に嫡子の長純に家督を譲って隠居しているため、延享2年（1745年）に28歳で御小姓組に番入りした伊勢貞丈が浅野大学と共に勤務し、相番することも年齢や勤務時期からしても不可能であった[19]。これらのことから、伊勢貞丈の『四十六士論評』の史料としての信頼性、そして浅野大学から聞いたという話の信憑性は、限りなく低いとされている。
- 延宝8年（1680年）6月26日に、第4代将軍・徳川家綱葬儀中の増上寺において、長矩の母方の叔父・内藤忠勝も永井尚長に対して刃傷に及んで、切腹および改易、貞享元年（1684年）8月28日、やはり母方の又従兄・稲葉正休が江戸城にて、堀田正俊に刃傷に及んで改易・長矩も連座で謹慎となっていることから、母方の遺伝子説を唱える説もある。

## 当時の大名としての評価
元禄3年（1690年）頃の諸大名の評判が記されている『土芥寇讎記』では、以下のように評されている。
「長矩、智有りて利発なり。家民の仕置きもよろしき故に、士も百姓も豊かなり。女色好むこと、切なり。故に奸曲のへつらい者、主君の好むところにと随いて、色能き婦人を捜し求めて出す輩、出頭立身す。いわんや、女縁の輩、時を得て禄を貪り、金銀に飽く者多し。昼夜閨にあって戯れ、政道は幼少の時より成長の今に至って、家老の心に任す」。
「長矩は賢く、利発である。赤穂藩や民に対する統治も良いために、家臣や百姓も豊かである。女を好むことは、非常である。そのため、悪心をもったへつらう者が、主君の好むところに従って、いい女を探し求めて差し出すような者は出世する。ましてや、そうして差し出された女に縁のある輩は時を得て出世し、富を得る者が多い。昼夜閨で戯れて政治は子供の頃から成長した今になっても、家老に任せている」
同じように『土芥寇讎記』で評価されている同時代人での越前福井藩の松平昌親が大悪の無道人、備前岡山の池田綱政が愚闇の将、出羽庄内藩の酒井忠直が闇将、大和郡山藩の本多忠平が愚将、近江膳所藩の本多康慶が前代未聞の悪主と評されるなど、徳川一門や譜代でも悪い・愚将などの評価がはっきりとなされ、悪い評価も多い中では、浅野長矩は前半の評価としては比較的褒められている部類に入る。しかしそれ以降では、女色を好むことや政治のやり方などについて非難されており、全体的な評価としては諸大名の中で中の下ほどの評価がなされている。
ただ、浅野長矩の女色を好むという評価については、『土芥寇讎記』以外の同時代の史料に女色を好むといったことが書かれているものが見られないことや、長矩が当時としては珍しく側室を持った記録などが見られない藩主であったことなどから、懐疑的に見る必要がある。また『土芥寇讎記』では、色を好む（男色・女色を問わず）場合でも、世継ぎをもうけなければならない藩主という立場などから、容認される大名も随所に見られるため、それらの評価基準についても様々な論考がなされている。
元禄14年（1701年）に書かれた『諫懲記後正』という、『土芥寇讎記』と同様に当時の諸大名の評価を記したものには、以下のような内容などが書かれている。
「将の嗜むべきは文道である。文なき将は必ず所行が疎かになる。長矩は文道なく、智恵なく、気質は威張らず、小心にして律儀とはいえ、短慮なれば、後々所行については、おぼつかなくなるだろう。されども、長矩は、淳直にして、日常の行いは義に背くことがない。奢らず、忠誠心を重んじ、世間との付き合いもよいということならば、悪いとはいえない。先年、奥方の下女について、少々、非道の沙汰があって、この頃もっぱら世間の聞こえがよくない。すでに、この家は危うきことなりと批判していたが、なんなく事がおさまった。元来、長矩はいい政治が少ないので、領民からむさぼり、所行にも少々よくないことがあるのではないかといえる。そうなれば、長矩の行く末はとても危ぶまれる」
こちらでの評価は、前半は可もなく不可もなくといったものであるが、後半は奥方の下女に対する沙汰やそれについての世間の風評、そして、政治のあり方などに非難がなされている。
このうち、奥方の下女について非道の沙汰方云々という記述については『冷光君御伝記』などから、貞享4年（1687年）の6月にあった屋敷の女中部屋の屋根に放火があった事件のことだと解釈する説がある。その事件の経過については以下の通りである。
- 6月5日、赤穂浅野家屋敷内御広敷女中部屋の屋根より出火、犯人は長矩室阿久利の下女2人と判明。長矩、女中の処置について町奉行北条安房守へ伺う
- 6月22日、長矩、帰国の暇を賜る
- 7月、北条安房守指図困難につき長矩、女中火付の件を老中大久保忠朝へ伺う
- 7月2日、長矩、江戸発駕延引の旨を老中方へ伺ったところ、指図あり。大久保忠朝より長矩へ手紙にて帰国延引と屋敷内鎮静・火の用心を指示す
- 7月10日、長矩、火付の件を浅野光晟へ報ず。追って返書あり
- 7月21日、大久保忠朝より長矩へ屋敷へ参るようにとの切紙あり。忠朝、火付女中の儀は相談の上将軍綱吉へは申上げなかったので勝手次第に江戸発駕するよう指示す

## 持病
長矩は、感情が激した時に胸が苦しくなる「痞（つかえ）」あるいは痞気という病気を持っていた。例えば『冷光君御伝記』には「同十一日未明、伝奏衆江戸御着座冷光君（浅野長矩）には少々御不快これにより御保養し、……御持病はこれ御痞気と成られました」とある。この「痞」という言葉を取りあげて、長矩が精神病・統合失調症であったという説を唱える者がいる。
しかし江戸時代に区分されていた精神障害の分類を見てみると、「驚」はけいれんを主な症状とする小児の疾患、「癲」は大発作を起こすてんかん、「驚癲」は神経症圏の疾患、「狂」は統合失調症に相当するとして病名などが分けられていた。さらに、「狂」は「剛狂」と「柔狂」に分類され、前者は今日の緊張型統合失調症、後者は破瓜型統合失調症に相当し、今日の精神遅滞に相当する「痴鵔」、摂食障害にあたる「不食」の記載も当時の文献などにみられる。
浅野が持病としていた痞（つかえ）については、これらに分類されておらず、感情が激した時に胸が苦しくなる、腹のなかに塊のようなものがあって痛む病気、または幼児の腹の病気などとされる。
中国の医学書の『黄帝八十一難経』、江戸時代に『黄帝八十一難経』を研究し、解釈本を刊行した徳川将軍家の奥医師であった多紀元胤の『黄帝八十一難経疏証』などにも、
「脾の積、名づけて痞気(ひき)と曰う、胃脘に在りて、覆いて大きさは盤の如く、久しく癒えず、人の四肢をして収めざらしめ、黄疸を発し、飲食すれど肌膚と為らず、冬の壬癸の日を以て之を得るなり。何を以てか之を言えば、肝が病みて脾に伝え、脾は当に腎に伝うべし」
「脾の積は名づけて痞気と言う。胃脘にあって、覆っていて大きさは盤のようで、長期にわたって癒えなければ、人の四肢が収まらず黄疸を発し、飲食しても肌膚にはならない。冬の壬癸の日にこれを得る。何故かというと、肝が病みて脾に伝わり、肝病は脾に伝わり、脾は腎に伝えようとする」
とある。このように痞気は、肝臓や脾（消化器官）に関する病気とされていた。
これらのことから、当時の痞（つかえ）や痞気を精神病や統合失調症と見るのは無理があるとされている。

## 治世
- 当時の赤穂藩で導入されていた塩水濃縮法による入浜塩田法を他家・他藩にも教え、他藩の者たちが学びにくることを許可し、受け入れていた。そのことを示す事例として、以下のようなものがある。
  - 延宝8年（1680年）に製鉄技術調査のために中国地方を訪ねた陸前（現宮城県）本吉郡馬龍村の佐藤三右衛門が帰路に、たまたま赤穂に立ち寄り、塩作りの様子を目にした。本吉郡内では古来から製塩が行われていたが、海水をそのまま釜で煮る原始的な方法で莫大な薪を消費していたため、三右衛門は、人手も燃料も効率のよい播州流製塩法を導入しようと、3年後の天和3年（1683年）2月16日に弟の五郎七ら3人で藩の許可を得て仙台を出発、赤穂に5月末まで逗留し、塩煮法を学んだ。帰りには浜子2人を2年間の約束で連れ帰り、翌貞享元年（1684年）にも再来穂した五郎七らが浜大工を雇い入れている。その時のこれらの雇用契約を赤穂の大年寄や庄屋が承認した文書が現存している[30]。三石衛門らが営んだ塩田は、それまで仙台藩で行われていた海水直煮法のおよそ3倍の成果があり、新製法を導入して2年で借金を返済し、その後も多くの利潤を上げ、三石衛門は大番士に出世した。そして、赤穂の製塩技法は東北各地に伝播していったという[31]。天和3年（1683年）になって浅野長矩は初めて所領の赤穂に入っているが、佐藤三右衛門らが赤穂藩で上記のように受け入れられ、赤穂藩内でも税収に大きく関わり、重要だったこうした製塩技法を学ぶことができたのは、当時の藩主であった浅野の許可が必要であったとされる[30]。
    - ただ、この時期すでに入浜塩田法は赤穂のみならず瀬戸内の諸藩に広まり、播磨・備前・備中・備後・安芸・周防・長門・阿波・讃岐・伊予の10か国でこうした入浜塩田法が行われ、「十州塩田」と総称されていた[32]。そのため、赤穂藩はこうした製塩技法を秘匿しておく必要性がないと判断した可能性がある。
- 藩札の導入の開始についても早期から着手していた。藩札の導入は寛永7年（1630年）に発行した備後福山藩、寛文元年（1661年）に開始した越前福井藩などが最初といわれているが、1700年・1800年代に藩札を導入し発行し始めた諸藩が多い中、赤穂藩は延宝8年（1680年）から藩札の導入を開始していた。この時期は、浅野長矩が藩主であった時期であり、こうした藩札の導入については、藩主の決定と幕府への届け出が必要であった。また、名目上として藩札を発行し、藩札の専一流通を規定した藩は数多いが、赤穂藩ほど徹底していた例は稀で、赤穂藩では領地が山に囲まれた地形だったこともあり、領外との取引を行う商人などを除き、領内での藩札の専一流通が確実に行われていたことが史料などによって確認されている[33]。なお、藩札は領内の通貨不足への対応や財政赤字を補填するため目的などで発行されるため、赤穂藩と浅野長矩はこうしたことや藩札の専一流通による領内の金融政策の掌握などを目的として、諸藩に先駆けて早い時期から藩札の導入を試みたと考えられている。
- 現在の兵庫県のため池の数が全国で一番多いということからわかるように、播磨は古来から年間降水量が全国平均の約半分ほどの雨が少ない瀬戸内式気候であり、こうした気候や地形などにより慢性的な水不足などに陥りやすい地域であったことから、昔から治水事業が盛んに行われていた[34]。そのため、浅野長矩もその治世で、以下のような治水事業・築造を行っていた。
  - 与井の土手：千種川の水害を防ぐために作った堤防[35]。
  - 赤松のたくみ池[36]。
  - 鳳宮池[36]。
  - 山野里大池：元禄年間に浅野長矩によって築造されたとされる。後に、地域の米作りや治水に大きな業績と偉業を果たした浅野長矩に感謝の意を表すために、寛政12年（1800年）に山野里の村人たちが大池を臨む池畔に浅野長矩公供養碑を建立している。
  - 瓜生大池：瓜生村・上村・菅谷村の百姓が毎年の水不足で困っているという百姓の悩みを聞いて、浅野の殿様が大きな池を掘り、掘り出した土で新たに田畑を開墾することにしたという伝説が残る。史料としては、小林楓村の『相生史話』に収録されている延享4年（1747年）「播磨国赤穂郡瓜生村差出明細帳」に「一、溜池三ヶ所、内、字大池、一ヶ所、長九十六間、根置二十一間、馬踏四間、但田方七町五反歩程の用水に懸申候…覚え、一、新田畑は元禄十二年卯新開浅野内匠頭様御検地」とあるように、浅野長矩が瓜生大池を始めとしたため池3か所を築造し、瓜生大池には96間の土手、根置（土手の下部）は21間、馬踏（土手の上部）は4間の堤防を築いたこと。新しい田畑などを元禄12年に開き、その後、差出検地（領民が石高を申告する検地方法）を行ったことが記録として残っており、実際に浅野長矩が築造し、赤穂郡瓜生村において新しく開墾された田畑などを検地していたことがわかっている[37]。

## 遺品
- 「口宣案 長矩・従五位下・内匠頭」 - 浅野大学家により処分され逸書となっていたが、2006年に発見・保護管理[38]。延宝8年（1680年）の官位任命書。
- 「赤穂郡佐用郡御年貢納帳」 - 同上。元禄5年（1692年）・同11年（1698年）、長矩治世時の両郡物成（米納）および運上（銭納）。

## 逸話・俗説

### 切腹前の辞世
『多門筆記』によれば、切腹の前に長矩は「風さそふ 花よりもなほ 我はまた 春の名残を いかにとかせん」という辞世を残したとしている。さらに多門の取り計らいにより、片岡高房が主君・長矩に最後に一目、目通りできたともしている。しかし、これはいずれも『多門筆記』にしか見られない記述である。『多門筆記』では、柳沢出羽守とすべきところを美濃守と書いてあったり、仙石伯耆守であるべきところが後の称である丹後守になっていたり、刃傷事件現場について「畳に夥しいほどの血が」というように大げさな記述があったりと、信用できない記述があまりにも多い。「多門筆記は後世の別人の作」という見方はかなり有力である。この辞世は、春風に吹かれて夜桜が散っているという情景と自らの心境を重ねたものであるが、前日の雨と強風で桜はすでに散ってしまった後の可能性が高い。
さらに『多門筆記』によれば、長矩の切腹場所が一国一城の主にあるまじき庭先であることについて、多門は庄田安利に抗議したという。しかし庄田は「副使のくせに正使である拙者に異議を唱えるな」とまともに取り合わなかったのだという。例によって多門の自称なので疑わしく見えてくるが、庄田は翌年に高家・大友義孝（吉良義央の同僚で友人）や東条冬重（吉良義央の実弟）など吉良派の旗本たちと一緒に呼び出され、「勤めがよくない」として解任されてしまっていることから、庄田が吉良寄りと思われるような態度をとったことは間違いないようである。

### 歓喜する赤穂領民
浅野が起こした松の廊下の事件によって赤穂藩が改易となり、それを聞いた領民が大喜びして餅をついたという話がある。この話の初出は文化3年（1806年）に刊行された伴蒿蹊の『閑田次筆』とみられている。そして『閑田次筆』に書かれている領民が喜んだという記述については以下の通りである。
- 「或人曰く、赤穂の政務、大野氏上席にして、よろづはからひしほどに、民その聚斂にたへず、しかる間、事おこりて城を除せらるるに及びしかば、民大いに喜び、餅などつきて賑はひし大石氏出て来て事をはかり、近時、不時に借りとられし金銀など、皆それぞれに返弁せられしかば、大いに驚きて、この城中にかやうのはからひする人もありしやと、面（おもて）をあらためしとかや云々…」
- 「ある人が言っています。赤穂の政治を大野九郎兵衛が上席で全てを仕切ったので、赤穂の庶民は税のとりたてに耐えなかったといいます。そうこうしている間に刃傷事件がおきて、城を没収されることになったので、赤穂の庶民は大いに喜んで餅などをついて大賑いをしました。そこへ大石内蔵助が出てきて政務を行うようになり、困った時に赤穂藩が借りていた金銀を皆に返済したので赤穂の人は、大変驚いて赤穂藩にこのような立派なことをする人もいたのか、と考えを改めたということです」

ただし、この『閑田次筆』は、浅野が刀傷事件を起こした元禄14年（1701年）からおよそ100年後の文化3年（1806年）に刊行されたものであること。そして、本文中に「ある人曰く」とあるように、領民が大喜びしたという話の出所がまったく不明であるなど、史料的に信憑性に欠ける要素が複数見られるため、これらの話は俗説の域を出ないものとされている。
浅野が切腹した後の当時の赤穂城とその城下町の様子を伝えるものとしては、赤穂城の受け取りの正使を務めた脇坂安照の家臣で、赤穂城で受け取りと在番の実質的指揮をとった龍野藩家老の脇坂民部の日記『赤穂城在番日記』が現存している。この『赤穂城在番日記』には、当時の赤穂城の受け取りから脇坂民部らの在番が終わるまでの仔細が書かれている。日記には城の受け取りが終わり、脇坂民部らが在番となってから、赤穂の子供が赤穂城の堀で釣りを行っていることなどは書かれているが、赤穂の領民が改易となって喜んでいる様子などは書かれておらず、そうした様子が当時の赤穂で見られなかったことがわかっている。

## 他の大名との関係

### 伊達家
浅野長政と伊達政宗との因縁から、浅野・伊達家は江戸時代を通じて不仲であった。赤穂浅野家と吉田伊達家も同役でありながら、意思疎通を密にした記録は見られない。しかし、浅野長矩の治世の節で挙げられているように、赤穂藩で行われていた塩水濃縮法による入浜塩田法の技術提供・技術導入の支援などが仙台藩に対しても行われていたため、赤穂浅野家と仙台伊達家に限っていえば、不仲であった確証はない。
ただ、長矩の切腹に関して伊達一門の一関藩田村家は、非常に厳しい対応をした記録が残る。長矩は着用していた大紋を脱がされ、収容された座敷のふすまを釘付けにするなどしていたという。酒や煙草を出すようにという長矩の要求も拒絶された。また庭先で筵の上で切腹させる、介錯に使おうと田村家伝来の由緒ある刀を家臣が持ち出してきたので藩主・建顕が激怒した、切腹した場所には今後誰も近づかないよう藩士に厳命した、長矩の遺言を隠したともいわれる。
また、元禄15年（1703年）の元禄赤穂事件では、伊達綱村は仙台藩邸前に兵を待機させ義士の通行を阻止している。赤穂義士は伊達家の藩邸を通らない経路で泉岳寺へ引き上げた。

### 細川家

#### 浪士遺族の登用
熊本藩細川家4代目の細川綱利は、若くして赤穂藩の藩主となった浅野内匠頭の後見をしていたとされる。そうした関係性を示す史料としては、細川綱利の事績を記録した『御家譜続編』があり、そこには「十三箇条の諌言書」が納められている。「十三箇条の諌言書」は浅野内匠頭15歳、細川綱利39歳の時に、浅野に対して細川が大名としての心構え・ありかたなどを説き、戒めたもので、内容としては治世や家臣の処遇・日常生活の有り方・身の処し方などを細かく説いており、若くして家督を継いだ浅野の後見役を当時の細川が担っていたことを示すものである。
またこの他に、『御家譜続編』には、「平権兵衛宛ての書状」が納められており、書状には、細川綱利が浅野内匠頭に召し抱えてる小姓の処遇について諌言している様子などが見える。そして「平権兵衛宛ての書状」と同日に出された「細川綱利に宛てた浅野内匠頭の書状」には、「理由も聞かずに小姓を手放し、(細川殿に)預けろとは合点がいかないので、理由を聞かせて欲しい。その上で、適切に処遇は決める」といった内容の浅野側からの返答が書かれており、内匠頭の返書は突慳貪である。また年長者の綱利を「細越中」と呼んでいるのは無礼とも言える。
上記の「細川綱利に宛てた浅野内匠頭の書状」は、旧熊本藩主細川家伝来の美術品・歴史資料を収蔵し、展示している永青文庫にて保存・展示されている。
なお、浅野が成長してからも両者の関係性は依然と変わらず継続し、維持されながらも、両者とも忌憚のない文面で書状のやり取りを行っていた様子が見える。
こうした関係にあったことから、浅野内匠頭の死後、赤穂浪士たちが討ち入りを行うと、細川綱利は大石内蔵助以下17名の浪士を請け取り、主君に忠を尽くした浪士を厚遇した。
その厚遇ぶりは以下のようであった。
- 細川家での赤穂浪士の待遇は行き届いたもので、細川家に着いた晩に、一同には小袖二枚ずつ与えられ、歳暮には更に一枚と帯などが与えられた[51]。

- 食事は手のかかった御馳走で、二汁五菜のほか、菓子や夜食なども出され、後には酒まで出された。酒は「薬酒」という名目で出された[51]。

- あまりの御馳走に、大石を始めとした赤穂浪士の面々から、「我ら浪人して軽い物ばかり食べており申したが、当家に参ってからは結構な御料理ゆえ、腹にもたれてなりませぬ。唯今は麦飯に塩いわしが恋しくなり申した。何卒御料理を、軽い物にお願い申したい」と申し入れがあった。しかしながら、世話をしていた堀内伝右衛門が料理方に掛け合ったが、料理方は怒り出す始末で、ついに一同の希望は実現されなかったという[51]。

- 風呂や手水場の取り扱いも丁寧で、風呂の湯は一人ごとに変え、手水の際には、一人ずつ坊主が水をかけた[51]。

- これらのあまりにも丁寧すぎる処遇に、赤穂浪士達から簡略にしてほしいと申し入れを行ったほどだった[51]。

- 細川邸では、潮田や両大石（良雄・信清）らは、羽目を外して夜に狂言踊りなどをして騒ぎ、提供された酒を接待役の堀内に、たらふく飲ませて酩酊させたりしている。最後の日には堀内が酒の肴や煙草、下戸向けの茶や菓子を出さなかったので義士たちから文句が出た。（細川家文書『堀内伝右衛門覚書』）

- 義士らの切腹は白金屋敷の大書院の舞台脇、手水石の向かいで行われた。その後、赤穂浪士達がいた大書院の間を清めようと畳替えをすることになったが、細川綱利は「十七人の勇者共は御屋敷のよき守神」として、畳を替えることを許さなかった。家来衆はそれに深く感じ入った。なぜなら、お預かりの他の三家は場所を清め、仙石家に至っては畳から障子まで全て替えたからであった。この後、細川綱利は気心の知れた客人には切腹の場所を名所として見せたという[52]。

しかし、延享4年（1747年）江戸城中で細川宗孝が板倉勝該に斬殺されたのち、赤穂浪士の墓や供養施設が悉く破却されており、当時の遺構はほとんど残っていない（墓の台座部分と供養塔の残滓（角が丸くなり刻銘が消滅した石）と思われる石の集まりがある）。ただし、赤穂浪士の遺髪については、細川家で赤穂浪士の接待役を担当した堀内伝右衛門が主君の綱利に申し出て赤穂浪士の遺髪を懇願してもらい受けている。その遺髪は堀内伝右衛門の菩提寺である日輪寺に埋葬され、その際に堀内によって建てられた供養塔・遺髪塔は綱利の死後に伝右衛門が家老・三宅藤兵衛により処罰されたのちも守られ、現存している。戦後、毎年２月４日の義士命日には「義士まつり」が行われ、遺髪塔前で慰霊祭が行われていたが、2022年現在は休止している。
こうした細川家に預けられた赤穂浪士の待遇の話などは、細川家で赤穂浪士を親身になって世話した接待役の一人、足軽大将の堀内伝右衛門が書いた『赤穂義臣対話』・『堀内伝右衛門覚書』などに書かれている。
しかし、後世には諸事情により評価を豹変させ（ただし山鹿市の日輪寺は、内密に浪士の菩提を守り続けて今日に至る）、泉岳寺は報復として熊本藩細川家から寄進された梵鐘を廃棄した。
なお、細川家では堀部金丸の切腹後、堀部武庸の跡を継いだ堀部言真（文五郎）が、同族の熊本堀部氏が仕えている細川家に召し抱えられ、堀部家（文五郎家）はそれ以降、代々、細川家に仕えて、明治維新を迎えている。そして、明治以降の堀部家には、明治27年（1894年）に第九国立銀行の頭取となった堀部直臣などがいる。

### 脇坂家
脇坂安照は、長矩の居城である赤穂城受け取りの正使を務めている。また、その後1年半の間、同城の在番を務めている。 
元禄14年（1701年）6月25日、城にて藩主の名代として在番の指揮を執っていた重臣の脇坂左次兵衛が乱心して、同僚の貞右衛門を切り殺すという事件が起こっている（脇坂赤穂事件）。このためか脇坂家は隣接する赤穂の加増も困難になり、永井直敬が赤穂藩主として入ることになる。それでもなお、たつの市は長矩ゆかりの品を多数保持し、赤穂浅野家の散佚責任を理由に一般公開もしていない。